# Parafia Wniebowzięcia Najświętszej Maryi Panny we Wróbliku Królewskim
Parafia Wniebowzięcia Najświętszej Maryi Panny we Wróbliku Królewskim – parafia rzymskokatolicka znajdująca się w archidiecezji przemyskiej w dekanacie Rymanów.
|  |